# EcoCute

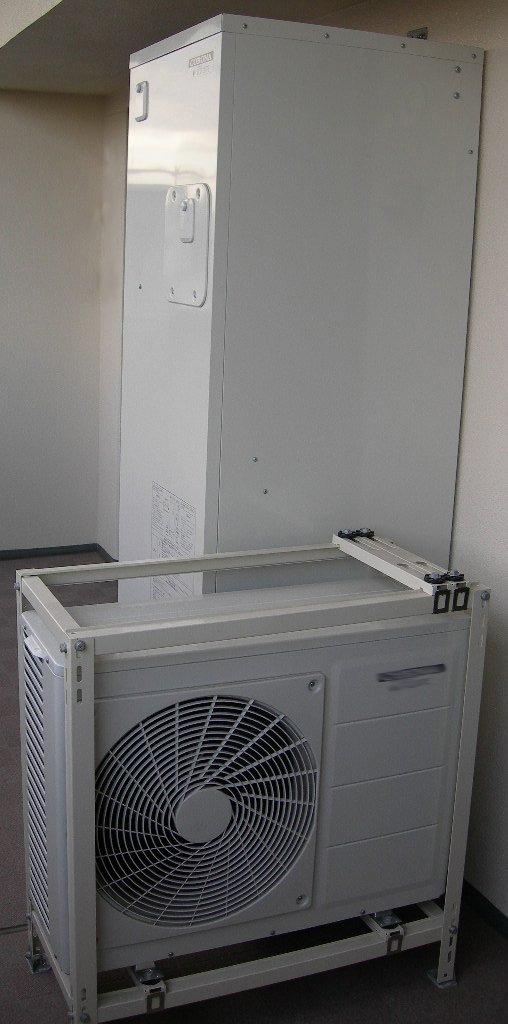
Bloc extérieur EcoCute à usage domestique (avant) et ballon d’eau chaude (arrière)

L’EcoCute est une pompe à chaleur, un chauffe-eau et un système électrique de fourniture d’eau à haut rendement énergétique qui utilise la chaleur de l’air extérieur pour chauffer de l’eau pour un usage domestique, industriel ou commercial. À la place des traditionnels ammoniac ou halogénoalcanes gazeux, EcoCute utilise comme fluide frigorigène du dioxyde de carbone supercritique. Cette technologie, comparée à une pompe thermodynamique utilisant un fluide frigorigène traditionnel, permet de réduire les émissions de gaz à effet de serre.

## Étymologie
Le nom EcoCute vient de l'expression japonaise 自然冷媒ヒートポンプ給湯機 (Shizen Reibai Hīto Ponpu Kyūtō-ki), qui signifie mot à mot chauffe-eau à pompe à chaleur utilisant un fluide réfrigérant non synthétique. Eco est la contraction de écologie ou de économie, et Cute est un quasi-homonyme anglais du japonais 給湯 (kyūtō), qui signifie mot à mot fourniture d'eau chaude.

## Historique
Toutes les technologies chimiques modernes de réfrigération ont été développées après la découverte du cycle de Carnot en 1824. En 1843, Jacob Perkins a inventé une machine de fabrication de glace utilisant de l’éther, et en 1850, Edmond Carré a construit un réfrigérateur utilisant de l’eau et de l’acide sulfurique. Au Japon, Fusanosuke Kuhara, fondateur de Hitachi, Ltd., a construit un système de climatisation pour sa propre maison en utilisant du CO2 comprimé comme réfrigérant.
En 1930, Thomas Midgley Jr. a découvert le dichlorodifluorométhane, un halogénoalcane chloré (CFC) connu sous le nom commercial Fréon. Les CFC ont rapidement remplacé les fluides réfrigérants traditionnels, y compris le CO2 (qui s’avérait difficile à comprimer pour un usage domestique), dans les pompes à chaleur et les réfrigérateurs. Mais dans les années 1980, les CFC ont commencé à perdre leur attrait au fur et à mesure que se révélaient leurs effets destructeurs sur la couche d’ozone. Une autre famille de substances réfrigérantes, les  hydrofluorocarbures, ou HFC, ont également perdu de leur intérêt lorsqu’on a compris qu’il s’agissait de gaz à effet de serre. La Convention de Vienne sur la protection de la couche d'ozone, le Protocole de Montréal et le Protocole de Kyoto ont finalement appelé à un abandon complet de ces fluides réfrigérants à l’horizon 2030.
En 1989, alors que les effets des CFC et HFC sur la couche d’ozone soulevaient de plus en plus d’inquiétudes, le physicien Gustav Lorentzen et le SINTEF ont déposé un brevet sur l’utilisation du CO2 comme fluide réfrigérant dans des systèmes de chauffage et de refroidissement. Des recherches plus approfondies sur la réfrigération utilisant le CO2 ont ensuite été conduites au sein du SHECCO (Sustainable Heating and Cooling with CO2) à Bruxelles, ce qui a conduit à accroître l’utilisation du CO2 comme fluide réfrigérant en Europe.
En 1993, la société japonaise Denso, en collaboration avec Gustav Lorentzen, a développé un système de climatisation pour automobiles utilisant le CO2 comme fluide réfrigérant. Ils ont fait une démonstration de cette invention à la conférence Gustav Lorentzen de d’Institut International de Réfrigération de juin 1998,,. Après la conférence, l'Institut central de recherche des industries électriques (Central Research Institute of Electric Power Industry, CRIEPI) et la société TEPCO se sont rapprochés de Denso pour développer un prototype de climatisation utilisant des fluides réfrigérants non synthétiques à la place du fréon. Ils ont ainsi produit 30 unités EcoCute prototypes pour une expérimentation d’un an en divers endroits du Japon, allant de sites au climat rigoureux sur l’île d’Hokkaidō à des sites plus chauds comme Okinawa. Cette étude de faisabilité ayant été remplie de succès, Denso a obtenu du SINTEF, en septembre 2000, l’autorisation de déposer un brevet sur l’utilisation de CO2 comprimé comme fluide réfrigérant dans une pompe à chaleur.
La première EcoCute à usage domestique à être commercialisée l’a été au Japon par la société CORONA Corp. en mai 2001, et 1,5 million d’unités environ y auront été vendues en octobre 2008,,.
Selon la fédération des sociétés électriques japonaise, fin octobre 2009, 2 millions d’unités EcoCute ont en tout été livrées, ce qui équivaut, en émissions de CO2 évitées, à ce qu’absorbent 9 400 km2 de forêts.

## Caractéristiques et demande
En 1998, au Japon, le chauffage de l’eau (Kyuto  (給湯, kyūtō)) représentait 33,8 % de la consommation d’énergie d’un foyer moyen ; le chauffage de l’air par la climatisation et le chauffage d’appoint représentaient 26,9 % supplémentaires ; le refroidissement de l’air par la climatisation représentait 2,3 % de plus. L’essentiel des 37 % restants était consommé par des appareils électriques divers et variés, où se situe un gisement d’économies d’énergie considérable,. La fourniture d’eau chaude était considéré comme le service où les économies d’énergie possibles étaient les plus difficiles à réaliser, et c’est dans ce domaine que s’est engouffré l’EcoCute. En janvier 2005, 26 sociétés japonaises produisaient plus de 450 modèles de machines EcoCute, et les ventes d’unités à usage domestique a augmenté de 130 à 150 % par an entre 2001 et 2005.
Denso a présenté l’EcoCute pour la première fois hors du Japon lors de la 9e Conférence des parties sur le changement climatique à Milan, le 9 décembre 2003. À partir de 2007, Denso a commencé à concentrer ses efforts  marketing au sujet de l’EcoCute sur l’Union européenne,,. Le gouvernement japonais a inclus l’EcoCute dans son programme de réduction d’émissions de CO2 dans le cadre du Protocole de Kyoto, s’engageant à installer 5,2 millions d’unités dans les foyers et les entreprises du pays jusqu’en 2010,. En février-mars 2009, le coût d’un EcoCute était d’environ 500 000 yens, soit environ 4 000 €.

## Fonctionnement général d’une machine EcoCute
Un système EcoCute est constitué d’une pompe à chaleur et d’un ballon d’eau chaude. Ces éléments sont reliés par un circuit hermétiquement fermé de circulation de fluide réfrigérant, rempli de CO2.
1. Dans un premier temps, un échangeur de chaleur collecte de la chaleur de l’air extérieur afin de l’utiliser comme source d’énergie pour le fluide réfrigérant. Un courant d’air approprié est généralement obtenu en utilisant un ventilateur centrifuge ; dans les régions froides, où l’air extérieur atteint des températures de l’ordre de −20 à −25 °C, un ventilateur chauffant auxiliaire est utilisé.
2. Ensuite, un compresseur mécanique réchauffe le CO2 gazeux du circuit réfrigérant jusqu’à une température de 100 °C sous une pression de 10 MPa via une compression adiabatique. Le dioxyde de carbone devient alors un fluide supercritique[17],[18]. Plusieurs types de compresseur peuvent être utilisés, y compris des compresseurs cylindriques à double couche, des compresseurs à spirale, ou des compresseurs rotatifs[19].
3. Dans un second temps, un échangeur de chaleur transfère de l’énergie du fluide réfrigérant chaud vers de l’eau pour obtenir de l’eau chaude.
4. Enfin, un éjecteur[7] ou des soupapes de surpression réduisent la pression du fluide réfrigérant, ce qui le refroidit par décompression adiabatique et le fait redevenir gazeux.

Un système EcoCute extrait, sous forme calorifique, plus de trois unités d’énergie de l’air ambiant pour chaque unité d’énergie électrique consommée. Ainsi, elle permet d’émettre moins de CO2 que si on chauffait l’eau directement en consommant de l’électricité ou le gaz de ville. Pour produire de l’eau chaude à 90 °C, un système EcoCute consomme 66 % d’énergie en moins qu’un chauffe-eau électrique, et coûte 80 % de moins qu’un chauffe-eau au gaz de ville au Japon. Par ailleurs, du fait d’une moindre consommation de combustibles fossiles, le système EcoCute permet de réduire de plus de 50 % les émissions de CO2 par rapport à un chauffage au gaz classique.
Le coefficient de performance d’un système EcoCute est de 3,8 en usage industriel, alors que celui d’un chauffe-eau électrique est de 1,0 et celui d’une chaudière classique est inférieur à 0,9.

## Divers
EcoCute (エコキュート, ekokyūto) est une marque déposée (No. 4575216 - Japon) of Kansai Electric Power Company, mais le terme est également utilisé comme un nom générique désignant les chauffe-eau conçus pour  économiser l’énergie ou réduire les émissions de gaz à effet de serre.